# Kim Hyun-soo (Eishockeyspieler)
Kim Hyun-soo (* 9. Dezember 1984 in Seoul) ist ein ehemaliger südkoreanischer Eishockeyspieler, der mit Anyang Halla dreimal die Asia League Ice Hockey gewann.

## Karriere
Kim Hyun-soo begann seine Karriere als Eishockeyspieler in der Mannschaft der Hanyang University. 2006 wechselte er zum Team Kangwon Land, das sich 2007 in High1 umbenannte, in die Asia League Ice Hockey. Mit der Mannschaft gewann er 2006 und 2007 den südkoreanischen Eishockeypokal. Nach sechs Jahren bei High1 ging er zu Daemyung Sangmu, der neugebildeten dritten südkoreanische Mannschaft in der Asia League Ice Hockey. Dort blieb er jedoch nur ein gutes Jahr und wechselte im Oktober 2014 zu Anyang Halla, der erfolgreichsten südkoreanischen Mannschaft, für die er bis zu seinem Karriereende 2019 spielte. Mit Anyang gewann er 2016, 2017 und 2018 die Asia League.

### International
Für Südkorea nahm Kim Hyun-soo erstmals an der U20-Weltmeisterschaft 2004 in der Division II teil, wo er mit den Ostasiaten den zweiten Platz belegte.
Bei der Weltmeisterschaft der Division II 2006 gab Kim sein Debüt in der südkoreanischen Herren-Mannschaft. Drei Jahre später wurde er erneut nominiert und gewann mit dem Team das Turnier der Division II. Anschließend vertrat er sein Heimatland bei den Weltmeisterschaften 2010, 2011, 2012, 2014, 2015 und 2019 in der Division I. Zudem nahm er an den Asienspielen 2011 teil und gewann mit dort mit den Südkoreanern hinter Kasachstan und Japan die Bronzemedaille.

## Erfolge und Auszeichnungen
- 2007 Südkoreanischer Pokalsieger mit High1
- 2008 Südkoreanischer Pokalsieger mit High1
- 2009 Aufstieg in die Division I bei der Weltmeisterschaft der Division II, Gruppe B
- 2011 Bronzemedaille bei den Winter-Asienspielen 2011
- 2012 Aufstieg in die Division I, Gruppe A, bei der Weltmeisterschaft der Division I, Gruppe B
- 2015 Aufstieg in die Division I, Gruppe A, bei der Weltmeisterschaft der Division I, Gruppe B
- 2016 Gewinn der Asia League Ice Hockey mit Anyang Halla
- 2017 Gewinn der Asia League Ice Hockey mit Anyang Halla
- 2018 Gewinn der Asia League Ice Hockey mit Anyang Halla

## Asia-League-Statistik
(Stand: Ende der Saison 2018/19)